# Danielinkallio
Danielinkallio är en ö i Finland. Den ligger i sjön Rautavesi och i kommunen Gustav Adolfs i den ekonomiska regionen  Lahtis ekonomiska region  och landskapet Päijänne-Tavastland, i den södra delen av landet, 170 km norr om huvudstaden Helsingfors. Öns area är omkring 130 kvadratmeter och dess största längd är 20 meter i sydöst-nordvästlig riktning.